# Prionolabis pilosula
Prionolabis pilosula là một loài ruồi trong họ Limoniidae. Chúng phân bố ở miền Cổ bắc.